# Culto a los osos

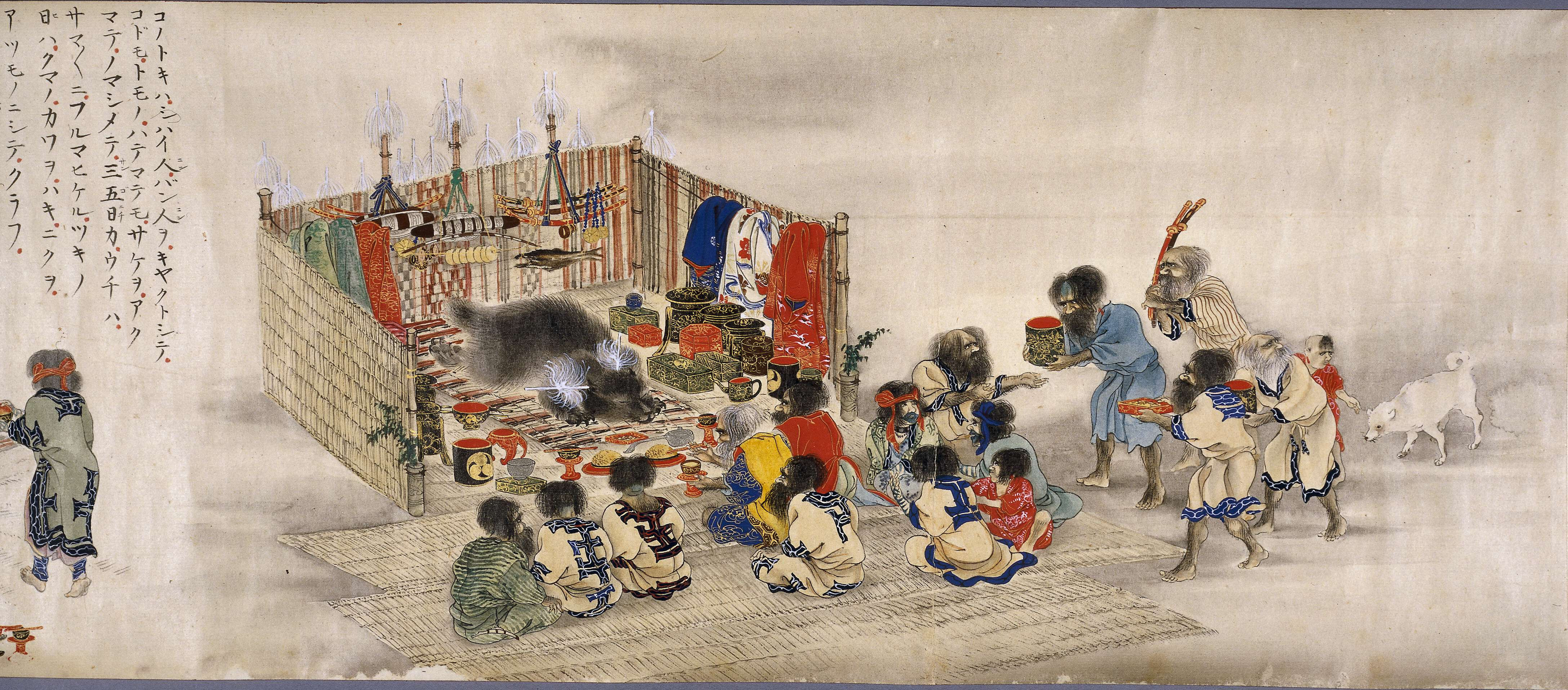
Ceremonia Iomante de los Ainu con un oso. Pintura japonesa en rollo, c. 1870.

El culto a los osos o adoración a los osos es la práctica religiosa por la que se adora a los osos, encontrándose en muchas religiones étnicas del Norte de Eurasia, como en la de los sami, nivjis, ainu,
vascos precristianos y fineses. Al oso se le identifica con las fuerzas salvajes de la naturaleza. 
También existen varias deidades de la Galia celta y de las islas británicas asociadas con el oso, y también los dacios, tracios y getas adoraban a los osos y celebraban anualmente la fiesta de la danza del oso. El oso aparece tallado en muchos tótems en las culturas del norte.

## Culto en el Paleolítico

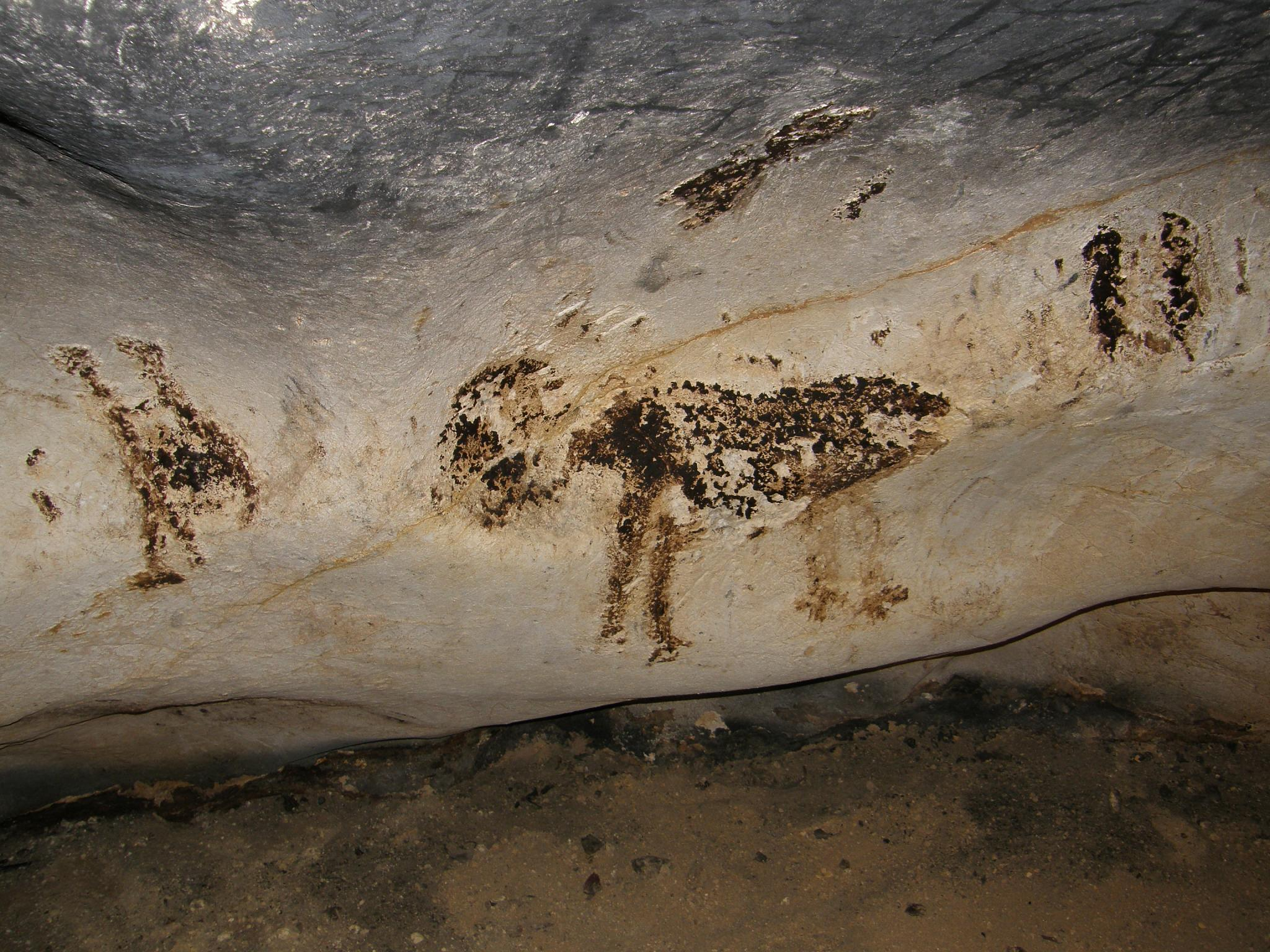
Pintura parietal conocida como la escena del oso en la cueva Magura, Bulgaria.

La existencia de un antiguo culto a los osos entre los neandertales en Eurasia Occidental en el Paleolítico Medio ha sido un tema de discusión impulsado por hallazgos arqueológicos. Los neandertales habrían adorado al oso cavernario (Ursus spelaeus) y se han descubierto antiguos huesos de osos en varias cuevas diferentes, por lo que algunos arqueólogos creen que son evidencias de un culto al oso durante el Paleolítico. Sin embargo, no fue la mera presencia de estos huesos lo que intrigó a los arqueólogos, sino su peculiar disposición. Tras las excavaciones, los arqueólogos determinaron que los huesos se encontraban dispuestos de tal manera que no era posible que estuvieran así de forma natural. Emil Bächler, un destacado partidario del argumento a favor de la presencia de un antiguo culto al oso, encontró restos de osos en Suiza y en la cueva de Mornova en Eslovenia. Además del descubrimiento de Bächler, André Leroi-Gourhan encontró cráneos de osos dispuestos en un círculo perfecto en Saône-et-Loire. El descubrimiento de otras disposiciones como los encontrados por André Leroi-Gourhan sugiere que estos restos de osos fueron colocados intencionalmente en esa forma; un acto que se ha atribuido a los neandertales y se supone que fue parte de algún tipo de ceremonia.
Si bien algunos de estos hallazgos se han interpretado como que indican la presencia de un antiguo culto al oso, ciertos análisis y debates han llevado a resultados contradictorios. Según Ina Wunn, si nos basamos en la información que los arqueólogos tienen sobre los cultos primitivos de hombres y osos, si los neandertales adoraban a los osos, debería haber evidencia de ello en sus asentamientos y campamentos. Sin embargo, la mayoría de los restos de osos se han encontrado en cuevas y no en los primeros asentamientos humanos.
Estos datos han llevado a pensar en que no existiese un antiguo culto al oso y ha favorecido el desarrollo de nuevas teorías. Muchos arqueólogos, incluida Ina Wunn, han llegado a creer que, dado que la mayoría de las especies de osos residen y esconden sus crías en cuevas durante los meses de invierno para su hibernación, es posible que se hayan encontrado restos en cuevas porque las cuevas eran su hábitat natural. Los osos vivían dentro de estas cuevas y pudieron perecer por diversas razones, ya fuera por enfermedad o por hambre. Wunn sostiene que la colocación de estos restos, ya sea que se trate de un patrón determinado o no, se debe a causas naturales, ya sea por el viento, sedimentos o agua. En opinión de Wunn, la variedad de restos de osos en cuevas no es consecuencia de actividad humana, y por tanto, no hay evidencia de un culto a los osos durante el Paleolítico Medio. Sin embargo, hay arqueólogos, como Emil Bächler, que prosigue sus excavaciones para confirmar que existía un antiguo culto al oso.

## Mitología griega
El oso acompaña a la divinidad lunar Artemisa y es la forma que toma, a veces, en sus apariciones. Las niñas bailaban como 'osas' en su honor, y no podían casarse antes de someterse a esta ceremonia. Tiene un doble significado, puede ser a la vez sacrificador o sacrificado.

## Mitología ibera
En el mundo de los iberos, los animales sagrados formaban parte de su religión ya fuesen como dioses, símbolos, vínculos con el mundo mortal y sus 'espíritus', o el mundo divino. Entre ellos, el oso está representado como así lo atestigua la epigrafía donde aparece Arconi o Arco como teónimo que se correspondería con la diosa Artio, cuyo alcance llega a la Germania Superior y al territorio de los helvecios.

## Cultura eslava oriental

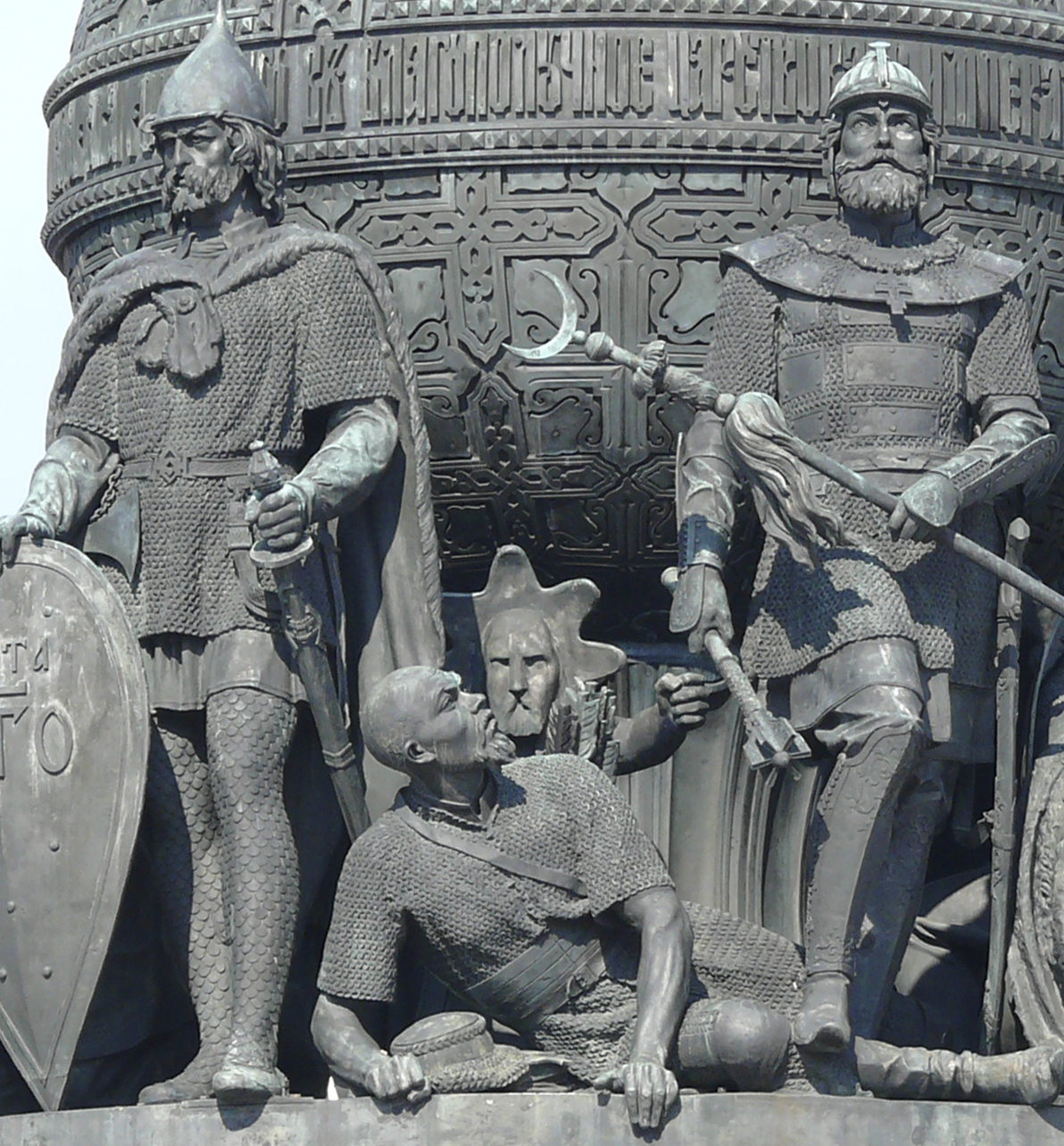
Volos, también llamado Veles en el monumento Milenario de Rusia en Veliki Nóvgorod.

Los osos eran los animales más adorados por los antiguos eslavos. Durante los tiempos paganos, fue asociado con el dios Volos, el patrón de los animales domésticos. El folclore eslavo describe al oso como un tótem que personifica a un hombre: padre, esposo o prometido. Aparecieron leyendas sobre osos, se creía que los humanos podían convertirse en osos por su mala conducta.

### Fiesta del oso nivji

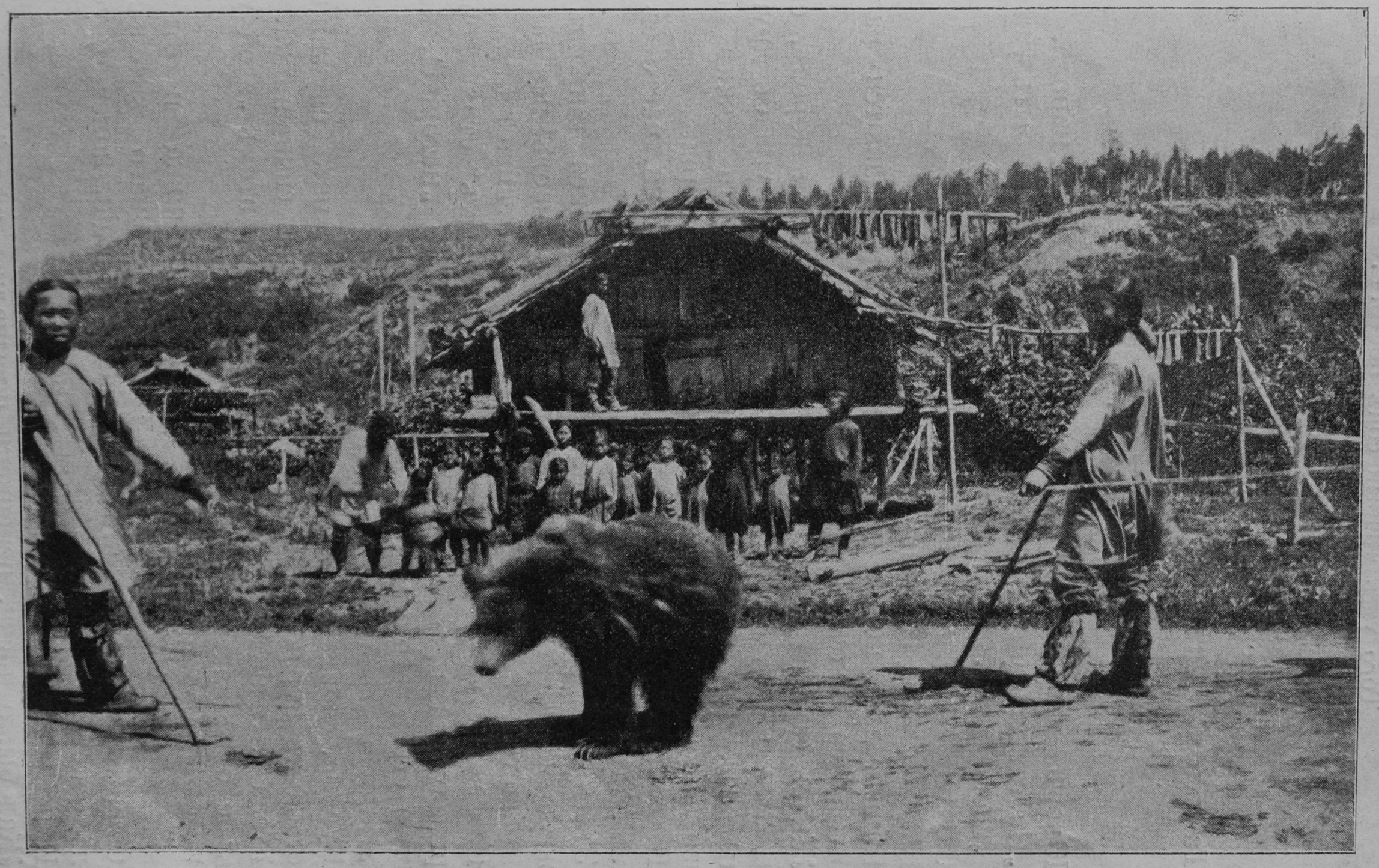
Fiesta del oso de los nivjis alrededor de 1903.

La fiesta del oso es una fiesta religiosa celebrada por los indígenas nivjis en el lejano oriente de Rusia. Un chamán nivji (ch'am) preside la fiesta que se celebra en invierno, entre enero y febrero, dependiendo del clan. Los osos son capturados y criados en un corral durante varios años por mujeres locales, tratando al oso como a un niño. Al oso se le considera una manifestación terrenal sagrada de los ancestros de los nivjis y los dioses en forma de oso. Durante la fiesta, al oso se le viste con un traje ceremonial especialmente confeccionado y se le ofrece un banquete para llevarlo al reino de los dioses y muestre benevolencia a los clanes.
Después del banquete, el oso es sacrificado y comido en una elaborada ceremonia religiosa. La fiesta es usualmente organizada por familiares para honrar la muerte de un pariente. El espíritu del oso regresa feliz a los dioses de la montaña y recompensa a los nivjis con abundantes bosques. Generalmente, la fiesta del oso era una ceremonia entre clanes en la que un clan de tomadores de esposas restablecía los lazos con un clan de dadores de esposas tras el vínculo roto a la muerte del pariente. La fiesta del oso fue suprimido en la época soviética; aunque desde entonces, la fiesta ha tenido recientemente un ligero resurgimiento, aunque más como una ceremonia cultural y no religiosa.

## Adoración del oso de los ainu

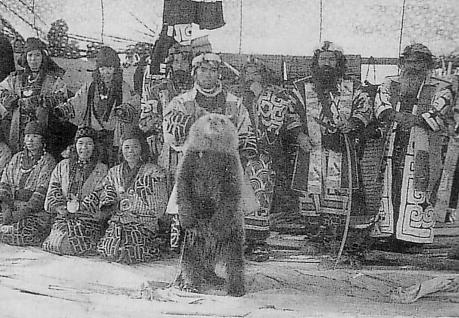
Ceremonia Iomante de los ainu alrededor de 1930.

Los ainu, que habitaban en determinadas islas del archipiélago japonés, llamaban al oso 'kamui' en su idioma, que se traduce como "dios". Mientras que muchos otros animales eran considerados dioses en la cultura ainu, el oso estaba a la cabeza de los dioses. Para los ainu, cuando los dioses visitaban el mundo de los hombres, se ponían pieles y garras y tomaban la apariencia física de un animal. Usualmente, sin embargo, cuando se usa el término 'kamui', esencialmente significa oso. El pueblo ainu se comía al oso voluntariamente y afortunadamente, ya que creían que el disfraz (la carne y la piel) de cualquier dios era un regalo para el hogar que el dios elegiese visitar.
Los ainu creían que los dioses, mientras estaban en la tierra (el mundo de los hombres), se aparecían en forma de animales. Los dioses también tenían la capacidad de tomar forma humana, pero solo tomaban esta forma en su hogar, el país de los dioses, que está fuera del mundo de los hombres. Para que un dios volviese a su país, la gente sacrificaría y se comería al animal enviando el espíritu del dios con civilidad. Este ritual se llama Omante y generalmente involucra a un ciervo o a un oso adulto.
El ritual del Omante se producía cuando se sacrificaba un oso adulto, pero cuando capturaban un cachorro de oso, realizaban un ritual diferente, llamado Iomante, en el idioma ainu, o Kumamatsuri en japonés. Kumamatsuri se traduce como 'fiesta del oso' e Iomante significa 'expulsión'. El Kumamatsuri comenzaba con la captura de un cachorro de oso. Como si fuera un niño facilitado por los dioses, el cachorro era alimentado con comida humana de una bandeja de madera tallada y era tratado mejor que los niños ainu porque pensaban que él era un dios. Si el cachorro era demasiado joven y no tenía dientes para masticar adecuadamente los alimentos, una madre le dejaba amamantarse de su propio pecho. Cuando el cachorro alcanzaba los 2–3 años de edad, era llevado al altar y luego sacrificado ceremonialmente. El Kumamatsuri se celebraba en pleno invierno cuando la carne de oso está en su mejor momento, con la grasa agregada. Los aldeanos disparaban con flechas normales y ceremoniales, hacían ofrendas, bailaban y vertían vino sobre el cuerpo muerto del cachorro. Se recitaban palabras de despedida al dios oso. La fiesta duraba tres días y tres noches, las necesarias para devolver correctamente al dios oso a su hogar.

## Osos en la mitología coreana
Según la leyenda, Ungnyeo (literalmente, 'mujer oso') era un oso que se convirtió en mujer y dio a luz a Dangun, el fundador del primer reino coreano, Gojoseon. Los osos eran venerados como figura maternal y símbolo de paciencia.

## Pueblos altaicos
Entre 1925-1927, N. P. Dyrenkova realizó observaciones de campo sobre la adoración de los osos entre los altáis, tubalar (Tuba-Kiji), telengits y shortsis de la taiga Kuznetskaja, así como entre las tribus sagais en las regiones de Minusinsk, cerca de la taiga Kuznetskaja.

## Fineses
En la cultura pagana finesa, el oso era considerado un animal tabú y la palabra para 'oso' (oksi) era también una palabra tabú. Eufemismos tales como mesikämmen ('mano de miel') eran utilizados en su lugar. La palabra finlandesa moderna karhu (de karhea, áspera, que se refiere a su pelaje áspero) también es un eufemismo. Se creía que llamar a un oso por su nombre verdadero convocaba al oso. La caza de osos y la muerte de un oso era seguida por una fiesta llamada peijaiset que contenía una ceremonia destinada a demostrar que el oso era un 'invitado de honor' en lugar de un animal sacrificado, y que su muerte fue 'accidental', para no enojar al espíritu del oso. El cráneo del oso era colgado en un árbol, que entonces era venerado como un tótem.

## Pirineos
Existen fiestas de osos anuales que tienen lugar en varias ciudades y comunas de la región de los Pirineos. 
En Prats-de-Mollo-la-Preste, es famosa la Fête de l'Ours ('fiesta del oso') que se celebra durante la Fiesta de la Candelaria (2 de febrero). Es un ritual en el que los hombres disfrazados de osos blandiendo palos aterrorizan a la gente por las calles. Anteriormente, la fiesta se centraba en los 'osos' que simulaban atacar a las mujeres y trataban de ennegrecer sus pechos (con hollín), lo que parecía escandaloso para los observadores externos. De acuerdo con el testimonio de gente que recordaba los viejos tiempos, la fiesta en Prats-de-Mollo involucraba una puesta en escena muy elaborada, similar a la que existía en Arles-sur-Tech.
La versión de Arles-sur-Tech involucra a un personaje femenino llamado Rosetta que es secuestrada por el 'oso'. Rosetta era interpretada tradicionalmente por un hombre o un niño disfrazado de niña. El 'oso' llevaría a Rosetta a una choza levantada en la plaza central de la ciudad (donde la víctima sería alimentada con salchichas, pasteles y vino blanco). La fiesta terminaba con el 'oso' siendo afeitado y 'sacrificado'.
Otra fiesta de osos muy conocida es la de Haute-Vallespir (Fêtes de l'ours en Vallespir).